# 焦文玉
焦文玉（1976年—），山东平原人，汉族，中华人民共和国政治人物、第十二届全国人民代表大会山东地区代表。
毕业于山东省经济管理干部学院法学专业。加入中国民主建国会。2013年，担任全国人大代表。